# Edelmiro Máyer
Germán Edelmiro Demóstenes Máyer Posadas (magyarul: Mayer Elemér) (Buenos Aires, 1834. – Puerto Gallegos, Santa Cruz, Argentína, 1897. január 4.) apai ágon magyar származású amerikai szabadságharcos, Abraham Lincoln Robert nevű egyetlen fiának barátja, Kuba felszabadítása érdekében is tevékenykedett, végül Santa Cruz argentínai tartomány kormányzójaként működött.

## Élete
Apja budai nyomdász volt, a jobb érvényesülés érdekében kivándorolt Argentínába. Feltehetően megözvegyült, s 1830-ban újra megnősült, egy Dolores Posadas nevű spanyol származású nőt vett el feleségül Buenos Airesben, ebből a házasságból született Mayer Elemér. A fiú tanulmányokat folytatott, majd 18 éves kora körül New York-ba ment, pár év múlva hazatért Argentínába, s eleget tett katonai kötelezettségeinek. Ennek utána Mexikóba utazott, majd megint New Yorkba, a West Point-i amerikai katonai akadémián kapott instruktori állást, ekkor itt tanult Abraham Lincoln egyetlen fia, Robert Told Lincoln, akivel igen jó barátságba került. Később, amikor Robert jogot tanulni ment a Springfieldi Egyetemre (Illinois), Mayer is utána ment, ő is jogot tanult, kenyérkeresetként pedig az ügyvédek klubjának vendéglőse lett.
Mayer Elemér az amerikai polgárháborúban az unionisták oldalán harcolt. A polgárháború második felében az északiak már néger zászlóaljakat is szerveztek, egy néger zászlóalj parancsnokaként, alezredesi rangban teljesített szolgálatot Mayer. Néger katonáival számos ütközetben vett részt, s eredményesen harcolt. Ward Hill Lamon (1828–1893) hadtörténész írta, hogy Mayer néger zászlóalja az első richmondi csatában a szó szoros értelmében lemészárolta a konföderációsok katonáit, kiváló teljesítményt nyújtott a wildernessi, a Court House-i, Cold Harbor-i stb. ütközetekben.
1864-ben Truman Seymour tábornok hadtestében harcolt 2000 főnyi néger zászlóaljával, ekkor történt, hogy Floridában megsemmisítették a déli Finnegan tábornok számbeli fölényben levő erőit. Mayer és egysége ott volt 1865. április 3-án a második richmondi ütközetben és kilenc nappal később az Appomattox-völgyben, ahol Robert E. Lee tábornok, a konföderációsok főparancsnoka megmaradt seregével kapitulált Ulysses S. Grant unionista tábornok és főparancsnok előtt.
Abraham Lincoln elnök meggyilkolása (1865. április 14.) után annak fiával, Robert Told Lincolnnal és az özveggyel tartott, majd Chicagóban telepedett le. Edgar Allan Poe költeményeit fordította spanyol nyelvre és a róla szóló klasszikus tanulmányokat. Könyvet írt az amerikai polgárháborúról Hombre de la multitud (=Ember a tömegben) címmel. A politikától sem tartotta magát távol, José Martíval dolgozott együtt a Kuba felszabadítására alakult komitéban.
1880-ban került vissza Buenos Airesbe, s kezdte anyagi életét megalapozni. A fordítással és az írással nem hagyott fel, írt fáradhatatlanul. 1892-ben kinevezték Santa Cruz tartomány kormányzójává, ezt a hivatalt töltötte be haláláig. Puerto Gallegos városában érte a halál 1897-ben.